# 能村庸一
能村 庸一（のむら よういち、1941年（昭和16年）1月6日 - 2017年（平成29年）5月13日）は、日本のテレビプロデューサー。
フジテレビ入社後はアナウンサーを経て、同局の時代劇プロデューサーとして活動した。

## 来歴・人物
東京都生まれ。東京都立北園高等学校、青山学院大学文学部を卒業。高校・大学時代は放送研究会に所属した。
1963年4月、2000人の応募者の中から、フジテレビにアナウンサーとして入社。同期のアナウンサーに岩佐徹、露木茂らがいる。
アナウンサーとして『名画座手帳』、舞台中継などを担当。1972年に編成企画部へ異動し、プロデューサーに転向。その後、開発調査部長、調査部長、編成局編成局専任局長（1994年）などを歴任し、『鬼平犯科帳』、『仕掛人・藤枝梅安』、『八丁堀捕物ばなし』、『阿部一族』、『御家人斬九郎』、『剣客商売』など、レギュラー番組は約20本、単発番組は約100本の時代劇企画制作を手がけたほか、能村太郎名義でナレーションも務めた。
90年代・フジテレビ時代劇の企画・プロデュースにたいして、第36回（1998年度）のギャラクシー賞テレビ部門特別賞、2000年にはテレビ時代劇の歴史をまとめた『実録テレビ時代劇史』（東京新聞出版局）で第13回尾崎秀樹記念・大衆文学研究賞 研究・考証部門を受賞した。
2011年2月にフジテレビを定年退職。退職後もフジテレビや、フジテレビが出資する日本映画放送（時代劇専門チャンネル）の時代劇ドラマに、プロデューサー・監修としてかかわり、解説やミニ番組に出演していた。
2017年5月13日午後5時26分、左腎細胞がんのため、東京都内の病院で死去した。76歳没。

## 制作番組
※特記無き場合フジテレビ。
- 小川宏ショー - ディレクター[3]
- 剣客商売（加藤剛・山形勲版、藤田まこと版） - 企画（藤田まこと版）はプロデューサー
- 大盗賊 - プロデューサー
- 江戸の激斗 - 企画
- 時代劇スペシャル  - 企画
  - 「着ながし奉行」（仲代達矢 主演）
  - 「新吾十番勝負」第一部 - 第二部（国広富之 主演）
  - 「二人の武蔵」（藤岡弘 主演）
  - 「江戸っ子祭」（井上順 主演）
  - 「岡っ引どぶ」第一部、第四部 - 第六部（田中邦衛 主演）
  - 「仇討選手」（堺正章 主演）
  - 「素浪人罷り通る」（三船敏郎 主演）
  - 「愛妻武士道」（加藤剛 主演）
  - 「姫四郎流れ旅」（古谷一行 主演）
  - 「刺客街道」（加藤剛 主演）
  - 「薩摩飛脚」（平幹二朗 主演）
  - 「江戸の大騒動」（井上順 主演）
  - 「怪盗夢吉忍び控」（堺正章 主演）
  - 「怪談牡丹灯篭」（林与一 主演）
  - 「丹下左膳 剣風!百万両の壺」（仲代達矢 主演）
  - 「地獄の掟」（仲代達矢 主演）
  - 「彫師伊之助捕物覚え　消えた女」（中村梅之助 主演）
  - 「旗本退屈男」（平幹二朗 主演）
  - 「花隠密」（加藤剛 主演）
  - 「花笛伝奇」（松方弘樹 主演）
  - 「無明剣走る」（田村正和 主演）
  - 「怪談妖蝶の棲む館」（佳那晃子 主演）
  - 「奉行暗殺始末」（林与一 主演）
  - 「影狩り」（仲代達矢 主演）
  - 「おんな牢秘抄」（江波杏子 主演）
  - 「お庭番 忍びの構図」（田中邦衛 主演）
  - 「音なし源 さの字殺し」（中村梅之助 主演）
  - 「さそり伝奇 風雲将棋谷」（松方弘樹 主演）
  - 「樅の木は残った」（仲代達矢 主演）
  - 「裏切りの報酬 追放者・九鬼真十郎」（露口茂 主演）
  - 「闇の歯車」（仲代達矢 主演）
  - 「烙印の女たち」（真行寺君枝 主演）
  - 「怪談津の国屋 半七捕物帳」（露口茂 主演） ※最終作
- 同心暁蘭之介 - プロデューサー
- 乾いて候 - 企画
- 鬼平犯科帳 - プロデューサー
- 十三人の刺客 - 企画
- 仕掛人・藤枝梅安 - 企画・プロデュース
- 町奉行日記 - 企画
- 運命峠（1993年）- 企画
- 八丁堀捕物ばなし - 企画・プロデュース
- 阿部一族 -  企画・プロデュース
- 御家人斬九郎 - 企画・プロデュース
- 髪結い伊三次 - 企画・プロデュース
- 銭形平次 - 企画・プロデュース
- 夜桜お染 - 企画・プロデュース
- 鬼平外伝（時代劇専門チャンネル） - 監修
- 闇の狩人（時代劇専門チャンネル） - 監修

## 制作映画
- 女殺油地獄（1992年） - プロデューサー
- 帰って来た木枯し紋次郎（1993年） - 企画
- その木戸を通って（1993年） - 企画 （ハイビジョンで制作されたテレビドラマを2008年に劇場公開）
- 鬼平犯科帳（1995年） - プロデューサー
- 助太刀屋助六（2002年） - 協力プロデューサー

## 出演作品
- 名画座手帳
- マグマ大使（フジテレビ、ピープロダクション、1966年 - 1967年）
  - 第3話「ガム! モグネスを倒せ」（1966年）カーラジオの声 役
  - 第5話「怪獣バドラ誕生す」（1966年）ナレーター、中継ナレーター、カーラジオのニュースの声 役（3役）
  - 第8話「バドラの最後」（1966年）テレビのニュースの声 役
  - 第44話「マグマの使命」（1967年）ニュースの声 役
- 雪之丞変化（フジテレビ、松竹）（1970年）ナレーター
- 時代劇おもしろ雑学「虎之巻」（2009年 - 2012年、時代劇専門チャンネル）コメンテーター
- 時代劇ニュース オニワバン!（2012年 - 2016年、時代劇専門チャンネル）コメンテーター

### 能村太郎名義
- 隠密奉行朝比奈（1998年・1999年）
- 鬼平犯科帳（第8シーズン以降）
- 闇の狩人（2014年）

## 著書
- 『実録 テレビ時代劇史 ちゃんばらクロニクル 1954-1998』東京新聞出版局、1999年1月。ISBN 978-4808306540。
  - 増訂版 『実録 テレビ時代劇史』ちくま文庫、2014年1月。ISBN 978-4480431257。
- 『役者のパートナー マネジャーの足跡』思文閣出版、2004年8月。ISBN 978-4784212040。
- 『時代劇 役者昔ばなし』ちくま文庫、2016年2月。ISBN 978-4480433176 - 春日太一との対談も収録。

### 共著
- 春日太一共著 『時代劇の作り方 プロデューサー能村庸一の場合』辰巳出版、2011年7月。ISBN 978-4777808649。